# Liste der Baudenkmale in Bulls
Die Liste der Baudenkmale in Bulls umfasst alle vom New Zealand Historic Places Trust (NZHPT) als „Historic Place“ oder „Historic Area“ eingestuften Baudenkmale und Flächendenkmale der neuseeländischen Ortschaft Bulls. Die Angaben stammen aus dem Register des NZHPT. Die Bezeichnungen der Baudenkmale orientieren sich an diesem Register. In die Liste werden auch bekannte Wahi Tapu (Area), kulturell und religiös bedeutsame Stätten und Gebiete der Māori, aufgenommen. Sie werden jedoch meist nicht publiziert.

| Bild           | Bezeichnung                     | Ort   | Anschrift                                          | Beschreibung                                                                                             | Bauzeit    | Eintrag            | Nummer | Kat. |
| -------------- | ------------------------------- | ----- | -------------------------------------------------- | --- | ---------- | ------------------ | ------ | ---- |
| BW             | Memorial to Bess                | Bulls | Forest Road Karte (ungenau)                        | Denkmal für ein Pferd, den im Ersten Weltkrieg im Ausland eingesetzten neuseeländischen Pferden gewidmet | 1934       | 10. September 2004 | 7571   | 1    |
| BW             | House                           | Bulls | 15A Daniell Street Karte                           | Wohnhaus                                                                                                 | n.a.       | 2. Juli 1982       | 1206   | 2    |
| BW             | House                           | Bulls | 15A Daniell Street Karte                           | Wohnhaus                                                                                                 | n.a.       | 2. Juli 1982       | 1206   | 2    |
| weitere Bilder | Fallen Soldiers' Memorial       | Bulls | 1 Daniell Street and High Street (State Highway 1) | Kriegerdenkmal                                                                                           | 1921       | 20. Februar 2020   | 1183   | 2    |
| BW             | Lethenty                        | Bulls | 25 Daniell Street Karte                            | Wohnhaus                                                                                                 | n.a.       | 2. Juli 1982       | 1210   | 2    |
| BW             | Water Tower                     | Bulls | 25 Daniel Street Karte                             | Wasserturm                                                                                               | n.a.       | 2. Juli 1982       | 1211   | 2    |
| BW             | Public Library                  | Bulls | High Street Karte                                  | Bibliothek                                                                                               | n.a.       | 2. Juli 1982       | 1212   | 2    |
| BW             | Rangiatea                       | Bulls | Greatford Road Karte                               | Wohnhaus                                                                                                 | n.a.       | 2. Juli 1982       | 1213   | 2    |
| BW             | Rangiatea Stables               | Bulls | Greatford Road Karte                               | Stall | n.a.       | 2. Juli 1982       | 1214   | 2    |
| BW             | St Andrews Anglican Church      | Bulls | 198 Bridge Street Karte                            | Kirche, anglikanische                                                                                    | 1882       | 2. Juli 1982       | 1215   | 2    |
| BW             | Lock-up (Former)                | Bulls | 107 Bridge Street Karte                            | Arrestzellen                                                                                             | 1883 (ca.) | 2. April 2004      | 2822   | 2    |
| BW             | Courthouse (Former)             | Bulls | 104 Bridge Street und Dalziell Street Karte        | Gerichtsgebäude, ehemaliges                                                                              | 1882       | 11. Dezember 2003  | 2823   | 2    |
| BW             | Pukehou                         | Bulls | Scotts Ferry Road Karte                            | Wohnhaus                                                                                                 | 1865       | 11. Dezember 2003  | 2824   | 2    |
| BW             | Parewanui Presbyterian Cemetery | Bulls | Dalrymple Road Karte                               | Friedhof                                                                                                 | 19. Jh.    | 14. April 2005     | 7592   | 2    |
| BW             | Brandon Hall Homestead          | Bulls | Brandon Hall Road, Road 1 Karte                    | Wohnhaus                                                                                                 | ab 1864    | 24. Juni 2005      | 7615   | 2    |
| BW             | Redoubt                         | Bulls | Walton Street Karte                                | Befestigungsanlage, NZ Archaeological Association Site S23/9                                             | n.a.       | 16. Dezember 1985  | 6233   | 2    |